# مقاطعة جرش
 مقاطعة جرش هي إحدى المقاطعات الفرعية في لواء قصبة جرش في محافظة جرش، الأردن.